# Baász Imre
Baász Imre (Arad, 1941. február 22. – Sepsiszentgyörgy, 1991. július 16.) romániai magyar grafikus.

## Életpályája
Tanulmányait a kolozsvári Ion Andreescu Főiskola grafika szakán 1965 és 1972 közt végezte. Diplomamunkája a Kriterion Könyvkiadó felkérésére készített Kalevala-illusztrációk sorozata, amellyel elnyerte a bukaresti Grafika Szalon II. díját.
1976-ban került Sepsiszentgyörgyre, ahol 1982-ig  a Képtár (jelenleg a Székely Nemzeti Múzeum Gyárfás Jenő Képtára) őre volt. 1990-től a Kolozsvári Állami Magyar Színház díszlettervezője volt. 1990–1991 között a bukaresti Képzőművészeti Főiskola (jelenleg Universitatea Națională de Arte din București) tanáraként tevékenykedett.
Alkotó energiája teljében orvosi műhiba áldozata lett.

## Munkássága
1970-től kezdődően szerepelt kiállításokon. Alkotóművészetének alapmotívuma a kisebbségi helyzetbe szorult magyarság megmaradásának esélyei. A képein visszatérő motívumként föltűnő kötél, óriási biztosítótű, lepedő értékhordozó vagy értéktagadó szerepet kapott. Egzisztenciális és morális kérdéseket feszegető képalkotása az expresszionista hagyományokkal, ill. a konceptualizmussal és az akcióművészettel mutat rokonságot.
1981-ben a Medium I., 1991-ben a Medium II. kortárs nemzetközi kiállítások szervezője. Mint az akcióművészet hangadó egyénisége, kezdeményezte A madár akció (1986) és a Rajz - Szín - Forma (1987-1988) c. kiállításokat. 1990-ben elindította és haláláig szervezte a Szent Anna-tónál zajló AnnART performance-napokat. A MAMŰ (Marosvásárhelyi Műhely) tagja és kiállítója. Foglalkoztatta az illusztráció és az ex libris művészete.

## Emlékezete
- Főbb műveit a Székely Nemzeti Múzeum Gyárfás Jenő Képtárának Panteon c. alapkiállítása őrzi.[6]
- 2011-ben a sepsiszentgyörgyi MAGMA Kortárs Művészeti Kiállítótér A rácstörő címmel szervezett emlékkiállítást, amely Baász öt installációját és öt performance-ának a fotódokumentumait mutatta be.[7]

### Kiállításai

#### Egyéni kiállítások
- 1970, 1971, 1973 - Arad[4]
- 1974 - Korunk Galéria, Kolozsvár, Csíkszereda, Nagyvárad[4]
- 1976 - Kézdivásárhely - Sepsiszentgyörgy[4]
- 1994 - Budapest Galéria, Budapest[4]

#### Válogatott csoportos kiállítások
- 1978 - Lugano[4]
- 1985 - Helsinki[4]
- 1989 - Szentendre[4]

### Főbb művei
Könyvillusztrációk: Alexandre Dumas: A fekete tulipán, Bukarest, (1973), Hervay Gizella: Zuhanások, Bukarest, (1985).

## Díjai, elismerései
- 1972 - az Országos Könyvszalon díja, Bukarest;[4]
- 1978 - a Fabio Schaub-pályázat II. díja a luganói Nemzetközi Ex Libris Kongresszuson;[4]
- 1985 - Országos Grafikai Díj, Bukarest;[4]
- 1988 - finnországi ösztöndíj a Kalevala-illusztrációiért[4]